# Rue Maisiat
La rue Maisiat est une voie du quartier des Chartreux dans 1er arrondissement de Lyon, en France.

## Odonymie
La voie est nommée en l'honneur d'Étienne Maisiat (1794-1848), professeur de fabrication à l'école spéciale de commerce, puis à l'école de la Martinière à partir de 1836, jusqu'en 1848. Il a réalisé d'importants progrès dans l'art du tissage des étoffes de soie. Sa plus importante innovation a été le montage à tringles permettant de réaliser de grands dessins avec un petit nombre de crochets tout en conservant des armatures par fil simple. Il a réalisé une reproduction du Testament de Louis XVI qui a été exposé au musée d'art et d'industrie de Lyon. Il est le père de Jean Étienne Joanny Maisiat, peintre. Le nom est attribué à cette nouvelle rue le 4 mars 1870, par délibération municipale.

## Description
La rue Maisiat relie la rue Pierre-Dupont et la rue Dominique-Perfetti.

## Lieux remarquables
- Le gymnase Jean-Génety.
- Le stade Roer-Duplat.
- Les Hauts de la Croix-Rousse.
- L'EHPAD Saint-Charles de Lyon